# Hartisov
Lovecký zámeček Hartisov stojí v Zadních horách na svazích hřebene Beskyd zvaného Grůň, nedaleko osady Gruň a Bílého Kříže, v lokalitě Hartisov asi 1,2 km na jih od rozcestníku Gruň-Švarná Hanka.

## Historie
Lovecký zámeček nechal někdy po roce 1895 postavit tehdejší majitel frýdeckého panství arcivévoda Bedřich Rakousko-Těšínský, jenž byl zároveň synovcem tehdejšího císaře Františka Josefa I. Svým vzhledem již od prvopočátku připomínala spíše luxusní loveckou chatu. Arcivévoda tento zámeček využíval jako zázemí v době honů ve zdejších lesích. V roce 1918 přešel z rukou Habsburků do vlastnictví nově vzniklého Československa a prošel přestavbou na hájenku Hartisov. V současné době je v soukromém vlastnictví a po rozsáhlé rekonstrukci je využívána k rekreaci.

## Popis
Jedná o přízemní dřevěnou budovu vystavěnou na kamenných základech. Vybudováním na svahu vyniká její východní strana se zvýšeným základem, takže připomíná patrovou budovu. Půdorys zámečku má tvar obdélníka, v osách západní a východní strany se nachází vystouplý rizalit. Vstup je situován na západní straně. Zvýšené kamenné základy na jižní, východní a severní straně jsou využívány jako terasa.